# Карый, Сергей Валерьевич
Сергей Валерьевич Карый (род. 17 марта 1957, Курск) — российский хоккейный тренер.

## Биография
Начал заниматься в Воронеже хоккеем в семь лет. Первый тренер — Виктор Петрович Иванов в районном отделении спортшколы. Играл за команду стадиона «Труд» на позиции защитника.
После службы в армии начал работать тренером. Окончил Высшую школу тренеров. Заслуженный тренер России.
Тренер команды «Заполярник» Норильск (1992/93 — 1993/94). Главный тренер «Керамика» Электроугли (1994/95). Тренер «Кристалла» Электросталь (1995/96). Тренер ХК «Липецк» (1996/97 — 1998/99). Главный тренер «Липецка» в сезоне 1999/2000 Суперлиги с 4 ноября.
Главный тренер в командах «Буран» Воронеж (1996/97, 2006/07 — 2009/10, 2014/15, 2016/17), «Элемаш» Электросталь (2000/01 — 2001/02), «Кристалл» Саратов (2001/02 — 2002/03). Тренер «Энергии» Кемерово (2003/04, до 22 декабря). Главный тренер клубов «Тамбов» (2004/05 — 2005/06), «Россошь» (2014/15, 2015/16, 2017/18 — 2020/21). С 2021 года — юношеский тренер в воронежском клубе «Созвездие».
Сын Валерий (род. 1981) — хоккеист.